# Vlado Milunić

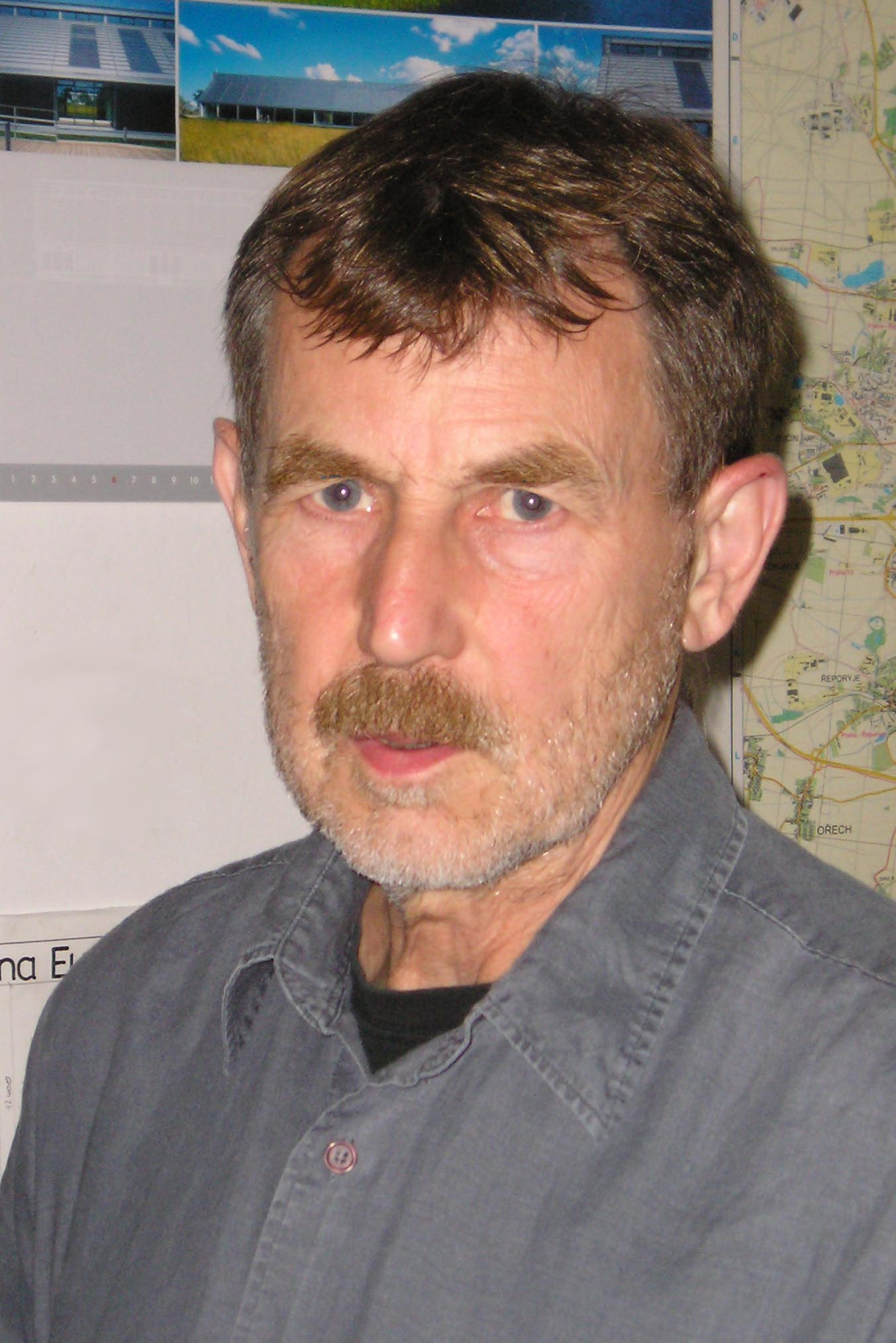
Vlado Milunić (2008)

Vlado Milunić (* 3. März 1941 in Zagreb, Königreich Jugoslawien; † 17. September 2022) war ein tschechischer Architekt.
Milunić lebte zuletzt in Prag, wo er an der Tschechischen Technischen Universität Prag unterrichtete. Bekannt wurde er durch seine enge Zusammenarbeit mit Frank Gehry. Aus einem gemeinsamen Projekt ging 1994 das „Tanzende Haus“ in Prag hervor. Es ist zugleich Milunićs bedeutendste Arbeit.
Er führte ein eigenes Atelier in Prag.

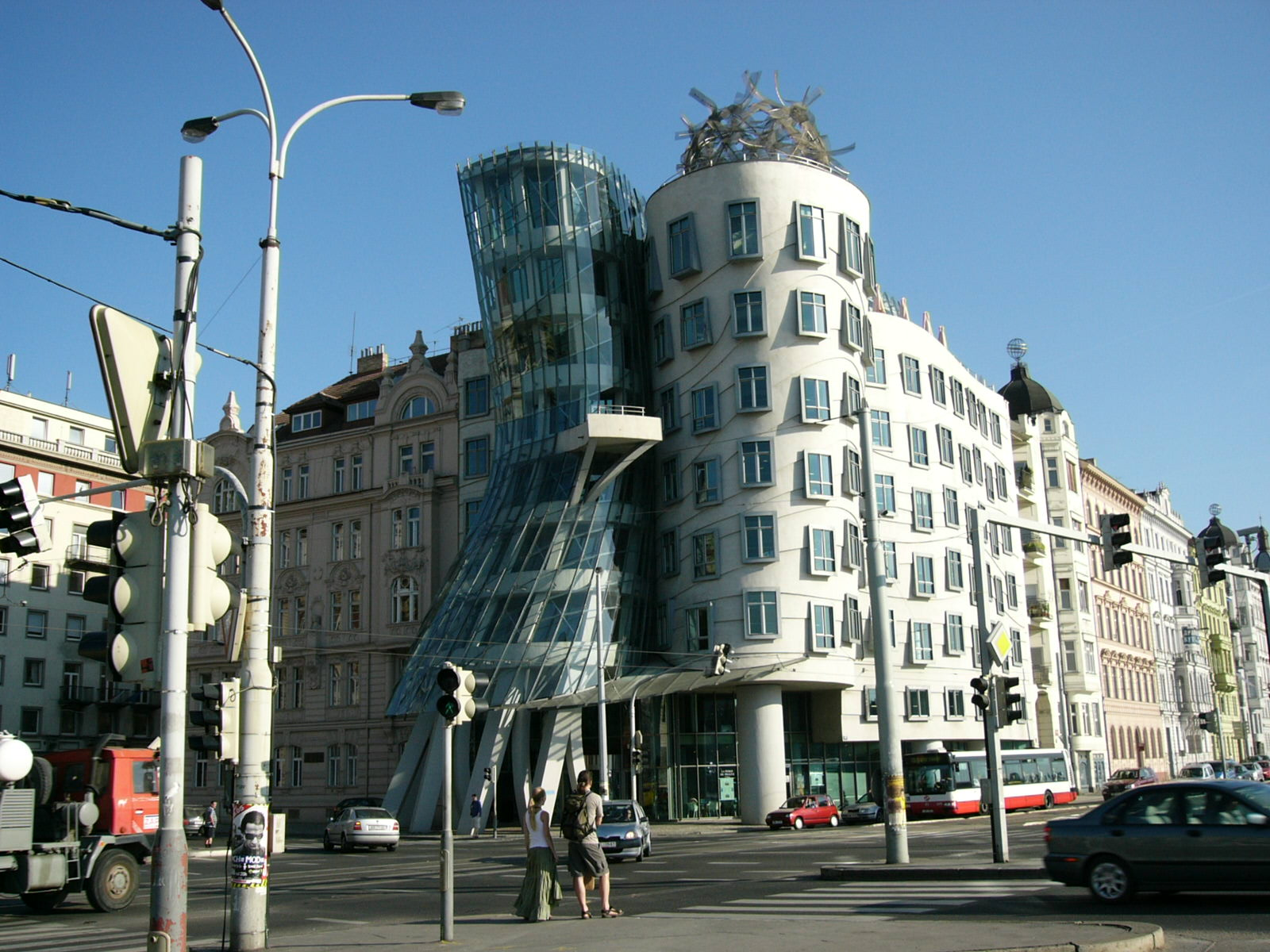
Das „Tanzende Haus“
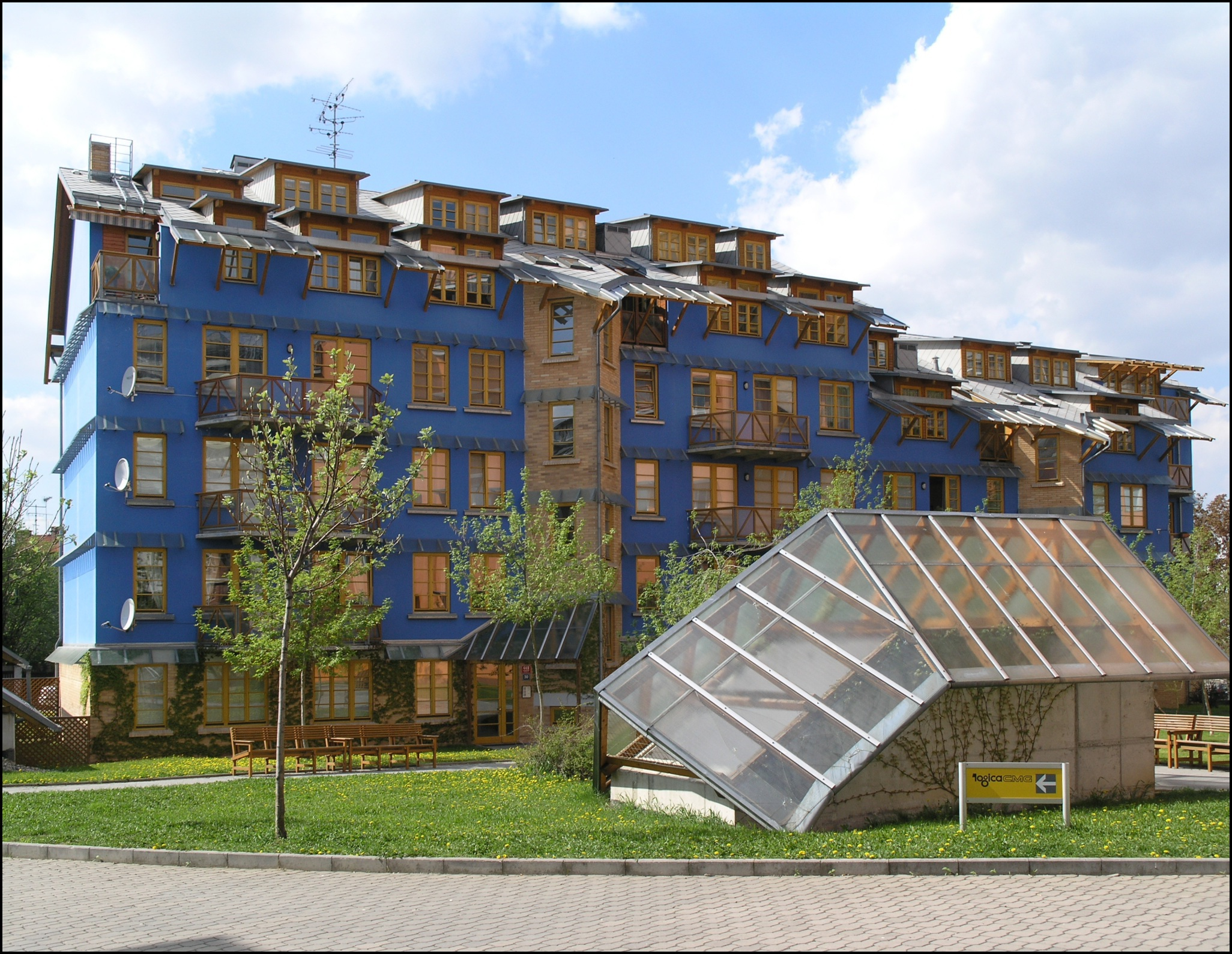
Komplex Hvězda in Prag